# Kapuzinerkloster Bamberg

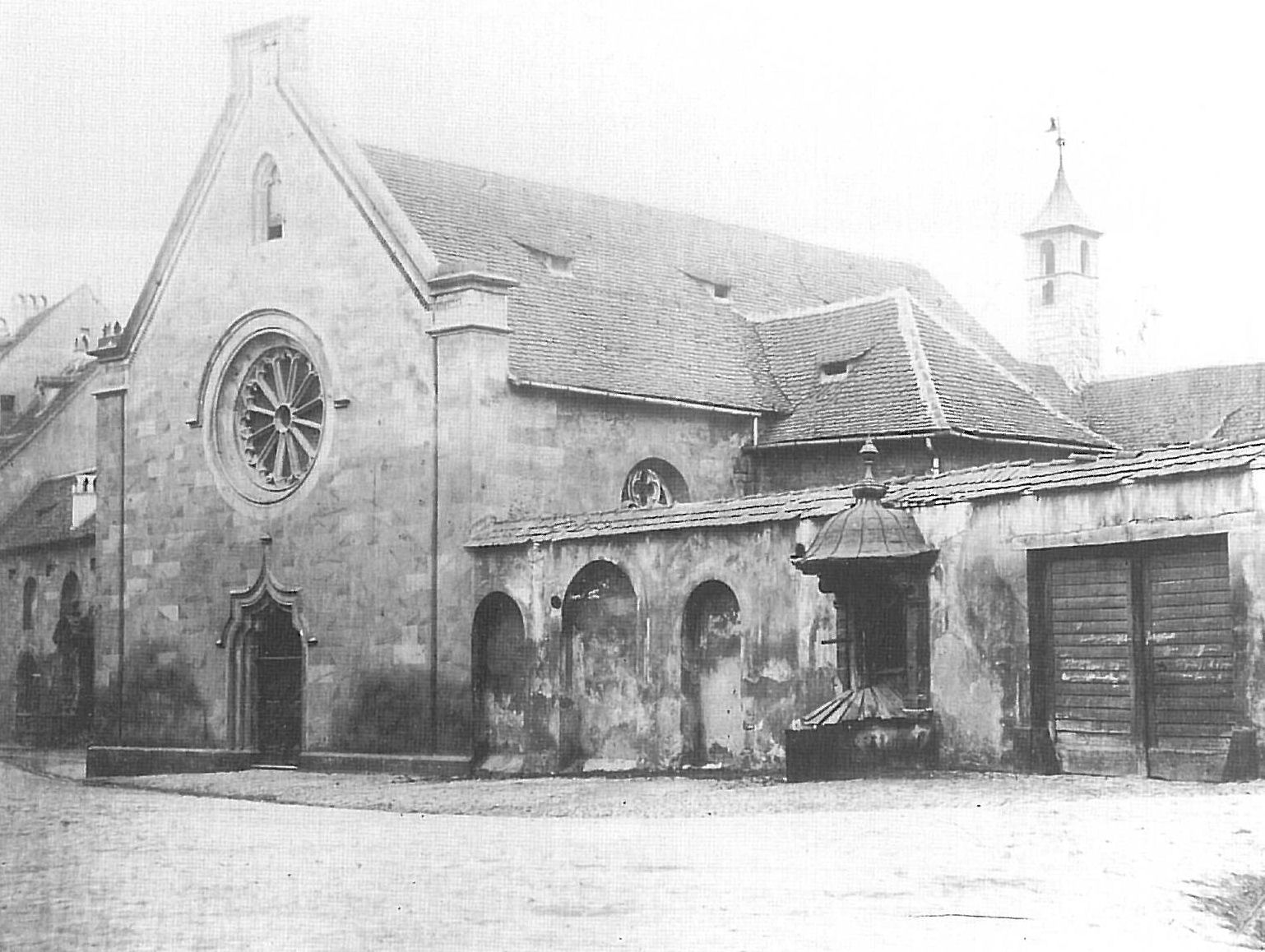
Die Bamberger Kapuzinerkirche, um 1858

Das Kapuzinerkloster Bamberg ist ein ehemaliges Kloster der Kapuziner in Bamberg in Bayern in der Diözese Bamberg.

## Geschichte
Das den Heiligen Heinrich und Kunigunde geweihte Kloster wurde 1636 durch den Bamberger Bischof Georg Franziskus von Hatzfeld gegründet und 1804 im Zuge der Säkularisation aufgelöst. 
Vom 17. bis zum 26. Januar 1766 hielt sich hier der aus Spanien stammende Kapuziner-Ordensgeneral Paul von Colindres als Gast auf. Bei einem Besuch machte die Atmosphäre des Konventes auf den Schriftsteller E. T. A. Hoffmann eine so nachhaltige Wirkung, dass dieser das Bamberger Kloster zu einem zentralen Ort der Handlung seines 1815 erschienenen Romans Die Elixiere des Teufels wählte.
Es wurde im 19. Jahrhundert abgerissen und an seiner Stelle eine Landwirtschafts- und Gewerbeschule, 1877 eine Realschule errichtet. Seit 1965 befindet sich dort das heutige Clavius-Gymnasium. 